# Montejurra
O Montejurra (em castelhano) ou Jurramendi (em basco) é uma montanha com 1 042 m de altitude situado em Navarra, Espanha, perto da localidade de Ayegui. Encontra-se entre os vales de La Solana, , San Esteban de La Solana e o Condado de Lerín, próximo de Estella. Do seu cume têm-se excelentes vistas sobre a  Merindade de Estella e as serras adjacentes de Urbasa, Andia e Lóquiz.
Desde meados do século XX é um local de celebração de romarias anuais do Partido Carlista, devido ao facto de ali ter tido lugar em 1873 uma importante batalha  durante a Terceira Guerra Carlista. Na romaria de 9 de maio de 1976 ocorreram os chamados acontecimentos de Montejurra, um atentado franquista contra os participantes da romaria, que resultou em dois mortos a tiro.